# Tetraneurites provincialis
Tetraneura provincialis
Espèce
Synonymes
- †Tetraneura provincialis Théobald, 1937

Tetraneurites provincialis est une espèce fossile d'insectes hémiptères de la famille des Aphididae dans le genre Tetraneurites dont elle est l'espèce type. 

## Classification
L'espèce Tetraneurites provincialis est décrite en 1937 par le paléontologue français Théobald (1903-1981) en note complémentaire à sa thèse, sous le protonyme Tetraneura provincialis,. 

### Fossiles
L'holotype MA 103 vient de la collection de l'Institut de Géologie de Montpellier. 

#### Perte de l'holotype à Montpellier
Ole E. Heie (1926-2019), en 1970, ne put retrouver cet échantillon à Montpellier. Dans la description de Nicolas Théobald, il conteste la présence de cornicules, qui ne sont pas un caractère des Tetraneura. Toutefois, il admet la possibilité qu'il s'agit bien de Tetraneura ou d'un autre genre de la famille des Aphidoidea.

#### Autres fossiles
En 1985 l'entomologiste Herbert Lutz (d) ajoute un fossile à cette espèce,. 

### Reclassement
L'espèce T. provincialis a été reclassée en 2002 dans le genre Tetraneurites par l'entomologiste danois Ole Engel Heie (1926-2019).

### Étymologie
L'épithète spécifique provincialis signifie en latin « de Provence ».

## Description

### Caractères
D'après Nicolas Théobald, qui en a fait un dessin, cet insecte montre une aile antérieure étalée et une autre plissée. La nervation y est particulièrement nette et presque identique à celle du Tetraneura oligocenica, mais dans ce dernier les deux branches de Cu sont plus écartées. Le corps de Tetraneura provincialis est moins bien conservé, la tête est beaucoup moins large, les yeux ne sont pas visibles, seul un fragment des antennes est conservé. L'abdomen est de forme plus allongée, on y voit encore des fragments de cornicules et une sorte d'appendice qui est sans doute l'organe copulateur des mâles. Une patte postérieure est conservée ; par rapport au corps, elle semble plus longue que celle de Tetraneura oligocenica. Il s'agit donc de deux espèces distinctes.

### Dimensions
Dimensions : longueur des ailes : 3 mm ; longueur du corps : 2 mm.

## Biologie
Les Tetraneura vivent sur les ormes et émigrent sur les racines des graminées ou des menthes, éléments qui sont aussi représentés dans l'Oligocène d'Aix-en-Provence.

### Publication originale
- [1937] Nicolas Théobald, Note complémentaire sur les insectes fossiles oligocènes des gypses d'Aix-en-Provence, Institut de Zoologie, rue Sainte-Catherine Nancy, coll. « Bulletin Mensuel de la Société des Sciences de Nancy / (Nlle. Série) N°6 », juin 1937, 157-178, 7 figures, 2 planches hors-texte. (ISSN 1155-1119, DOI 10.5281/ZENODO.24876, BM SSN Juin 1937)